# Atlas de la flore d’Algérie
Pour les articles homonymes, voir Atlas.
L’Atlas de la flore d’Algérie (en arabe : أطلس نباتات الجزائر) ou Flore de l'Algérie ou Ancienne flore d'Alger transformée est un ensemble de recherches scientifiques dans le domaine de la botanique, publiées dans la première moitié du XIXe siècle, plus précisément durant les premières années de l’occupation de l’Algérie à partir de 1840. Cet ouvrage fait partie d'un ensemble de recherches scientifiques qui touchent diverses domaines intitulé Exploration scientifique de l'Algérie. L’ouvrage s'intéresse à la flore d'Algérie et contient une description de toutes les plantes signalées à l'époque comme spontanées en Algérie. Il a été imprimé dans de très belles éditions en couleur, avec des illustrations extrêmement précises de diverses plantes. Il constitue une référence précieuse pour cette période.

## Éditions
Les travaux botaniques de Jules-Aimé Battandier et Louis Charles Trabut ont grandement contribué à la connaissance de la flore nord-africaine, notamment celle de l’Algérie. Parmi leurs principales publications, on peut citer :
En 1884, Trabut publie La Flore d’Alger et catalogue des plantes d’Algérie – Monocotylédones, un premier effort de classification des plantes à graines uniques de la région.
En 1888, Battandier et Trabut font paraître La Flore de l’Algérie – Dicotylédones, élargissant leur travail aux plantes à deux cotylédons.
En 1895, le duo poursuit cette entreprise avec La Flore de l’Algérie – Monocotylédones, complétant ainsi leur étude des deux grands groupes de plantes à fleurs.
En 1902, ils publient ensemble La Flore analytique et synoptique de l’Algérie et de la Tunisie, qui propose une clé de détermination des espèces végétales des deux pays.
Entre 1886 et 1913, Battandier et Trabut réalisent également un important travail iconographique avec la publication de l’Atlas de la flore d’Alger (fascicules 1 à 4).
Enfin, en 1920, un dernier fascicule de l’Atlas de la flore d’Algérie (fascicule 5) est publié, cette fois en collaboration avec le botaniste René Maire.

## Vue d'ensemble
Ce volume, appartenant à la série d’ouvrages scientifiques intitulée Exploration scientifique de l'Algérie, est consacré aux sciences physiques, plus précisément à la botanique. Il contient des études sur la flore d'Algérie, incluant les cryptogames et les phanérogames, accompagnées d’un atlas. L'ouvrage contient de nombreuses illustrations de plantes nouvelles, rares ou menacées provenant de l'Algérie, choisies parmi les plantes qui ont été recueillies de 1839 à 1844 par les soins de la commission d'exploration scientifique d'Algérie,.

## Galerie d'images

Quelques illustrations de plantes tirées de l'ouvrage
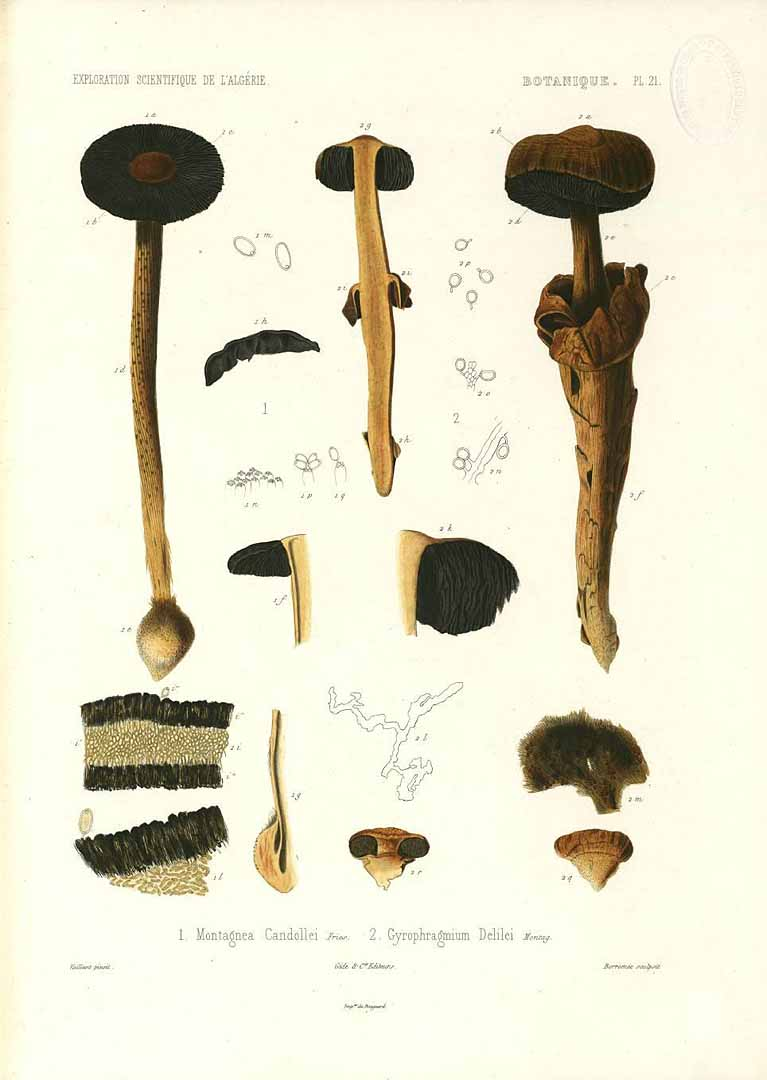
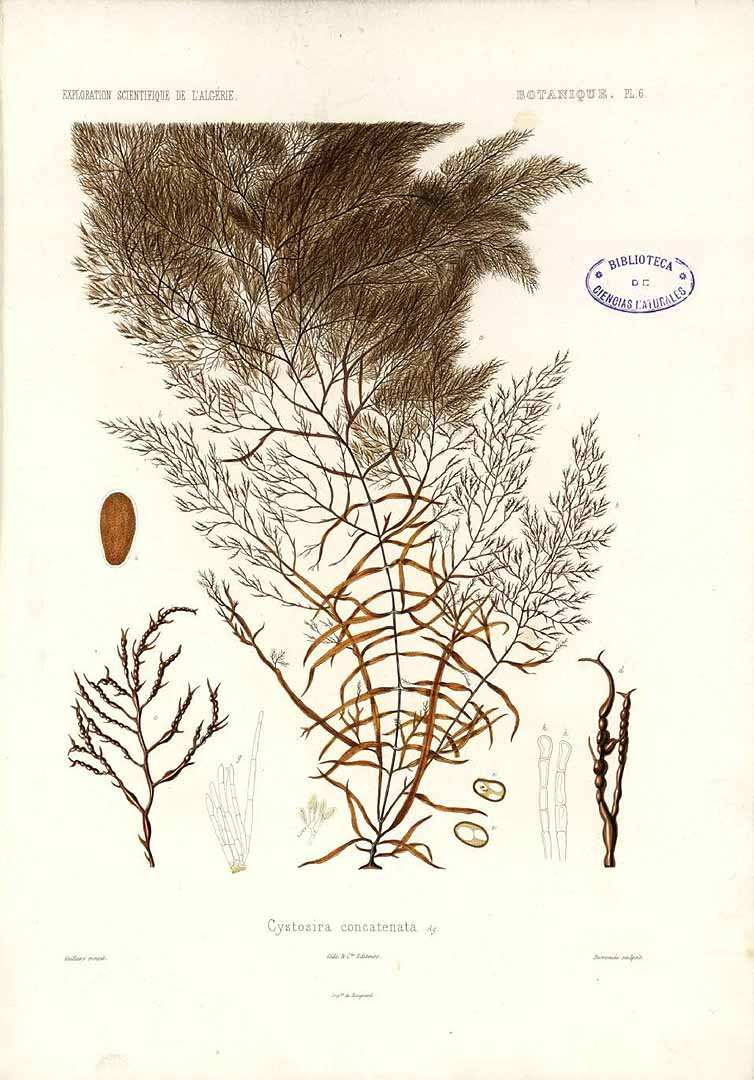
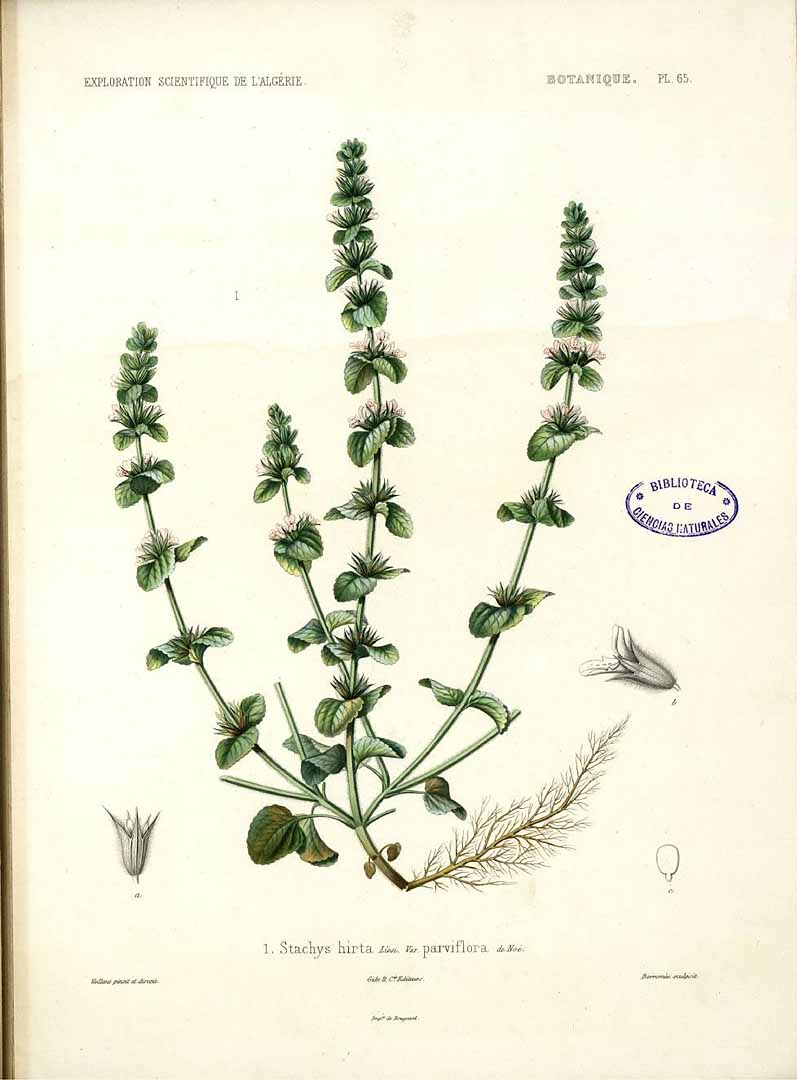
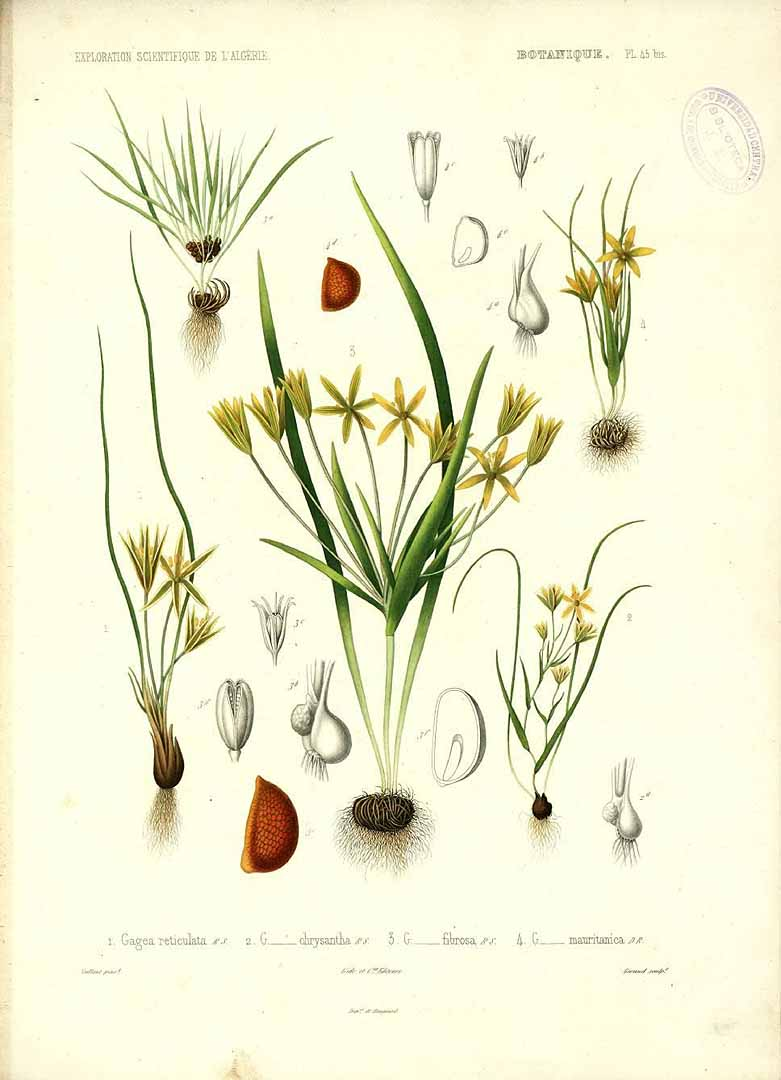
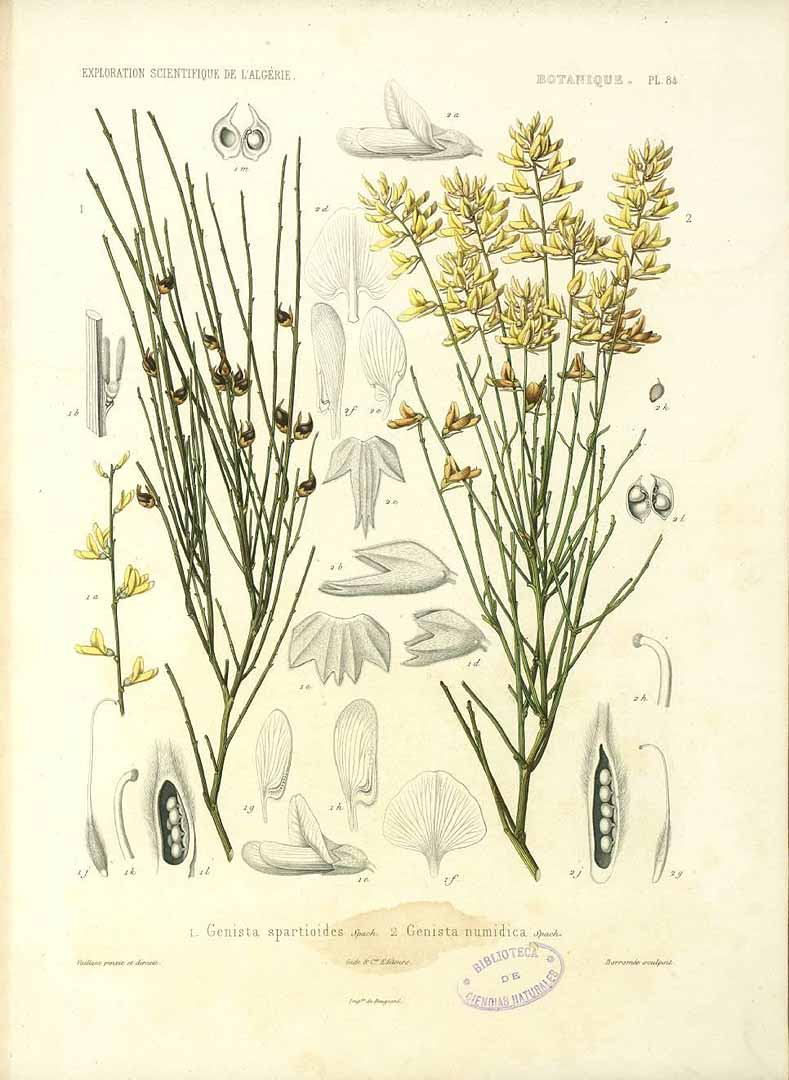
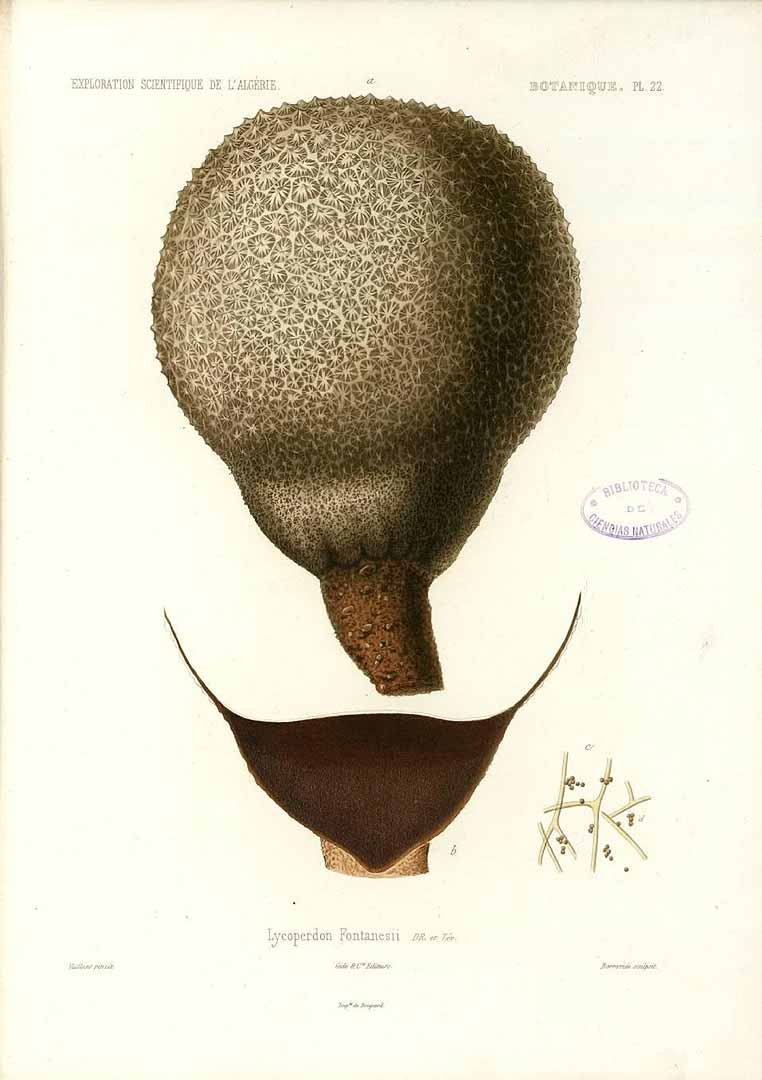
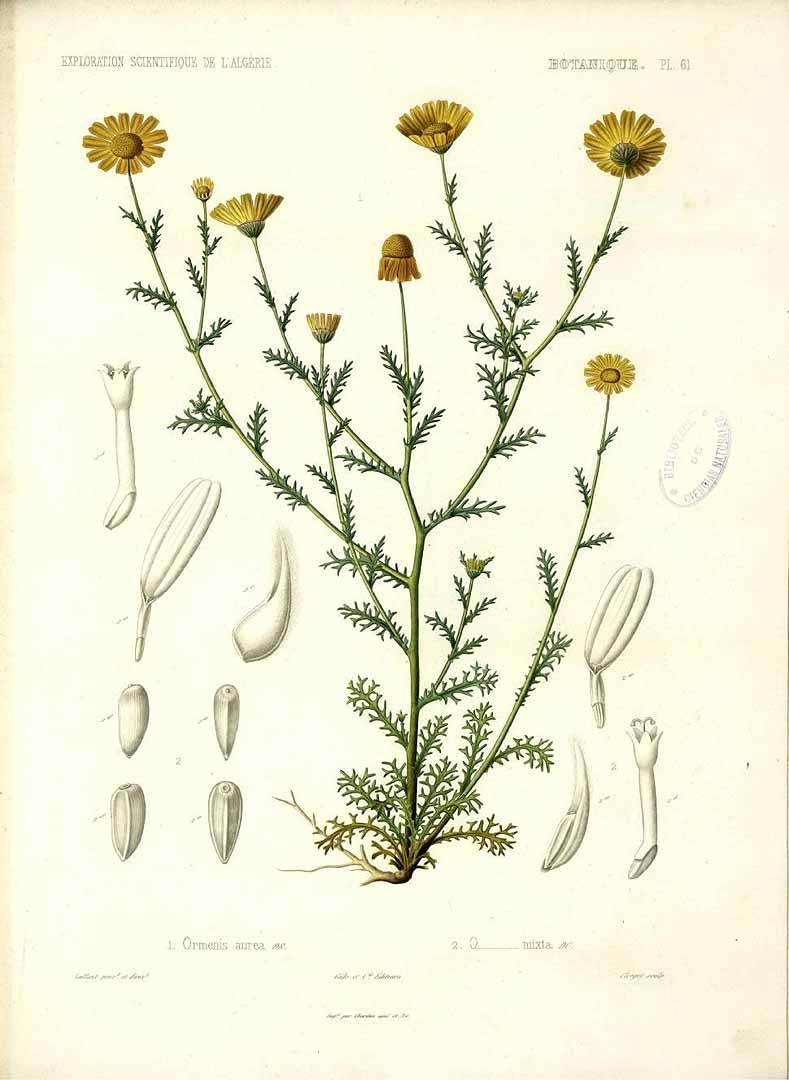
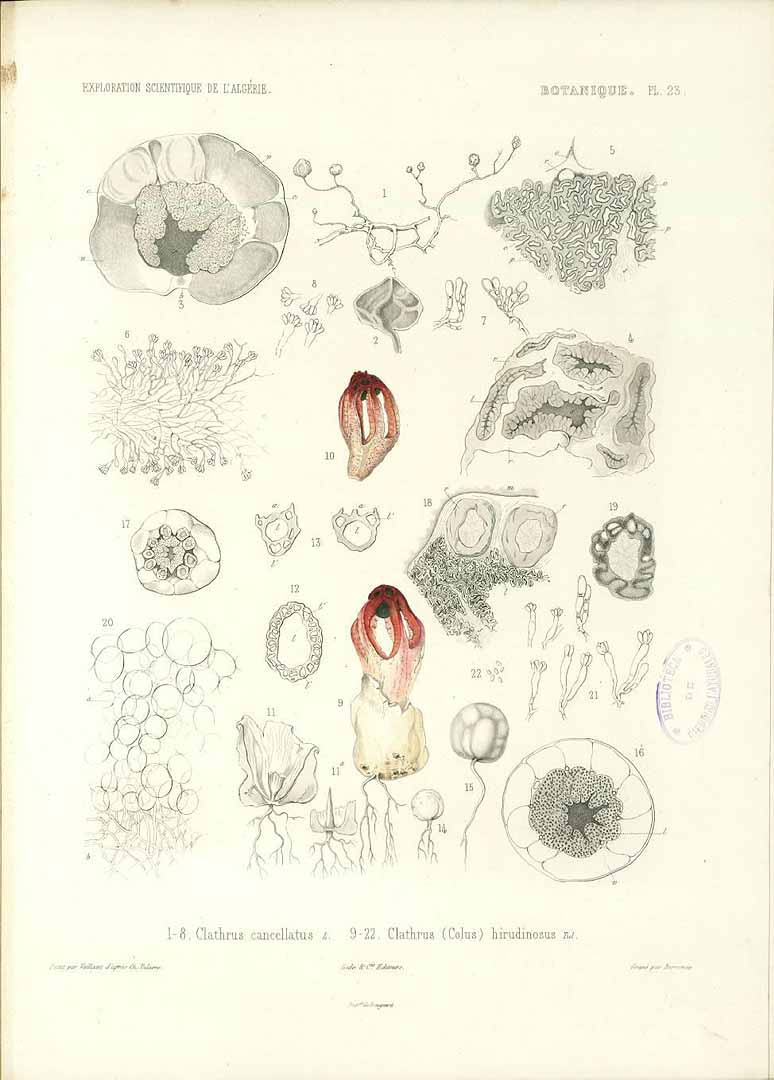
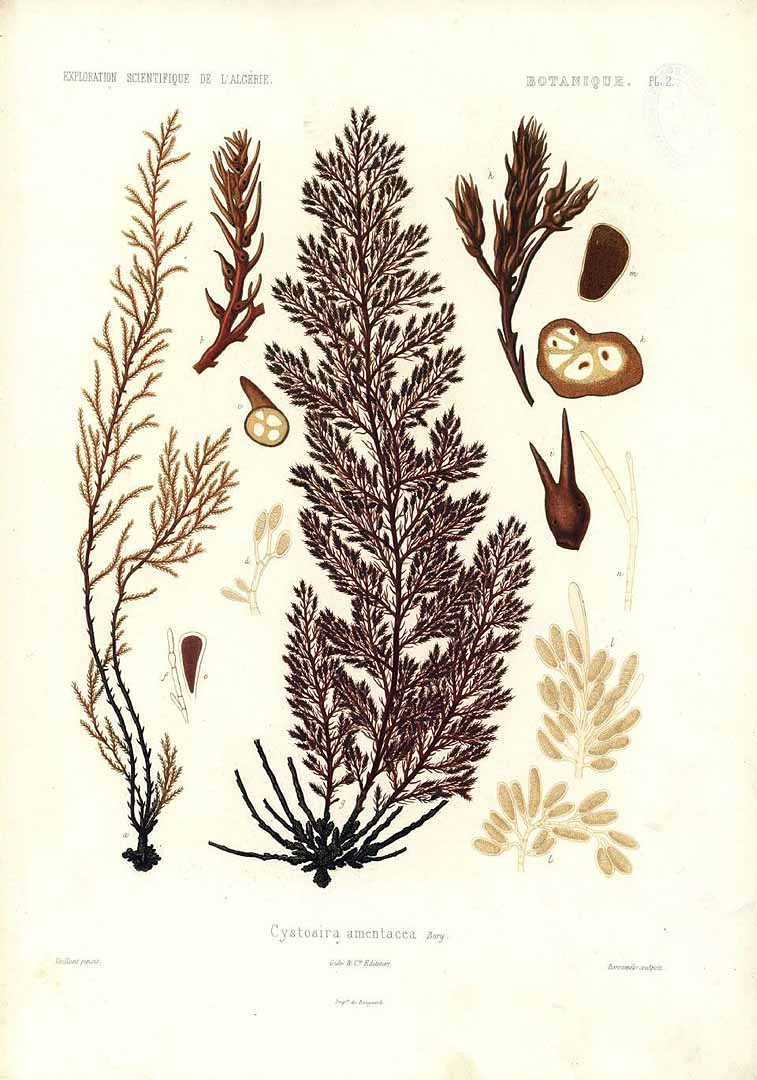
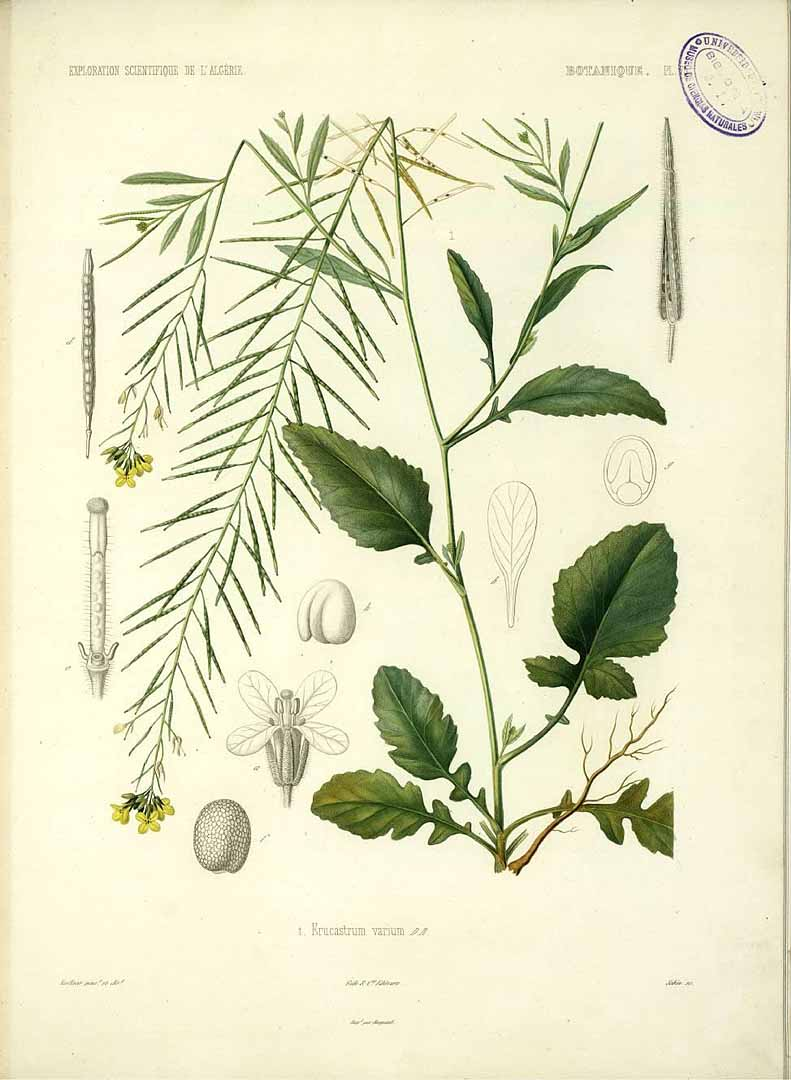
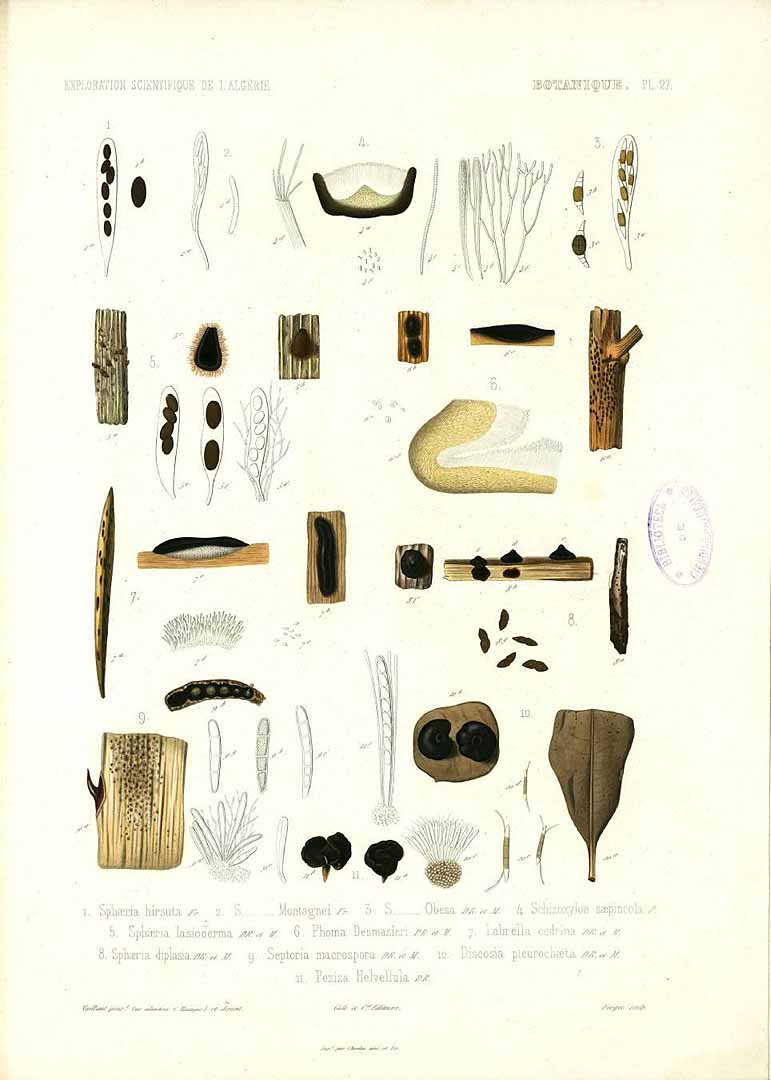
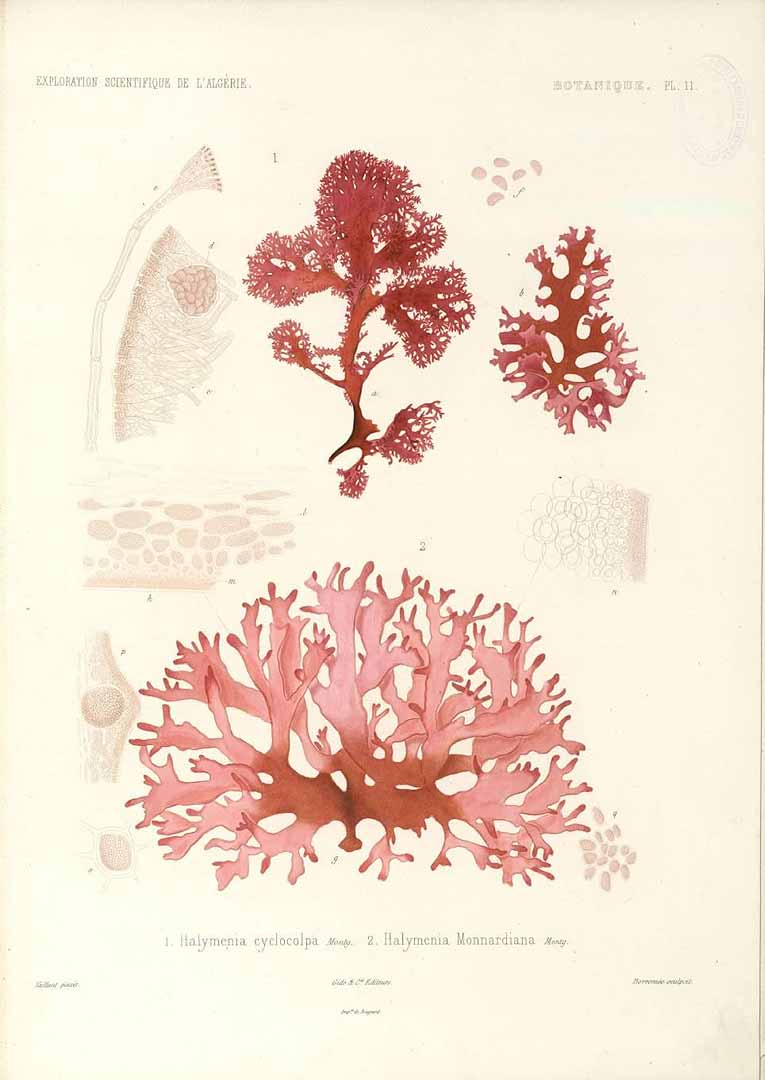
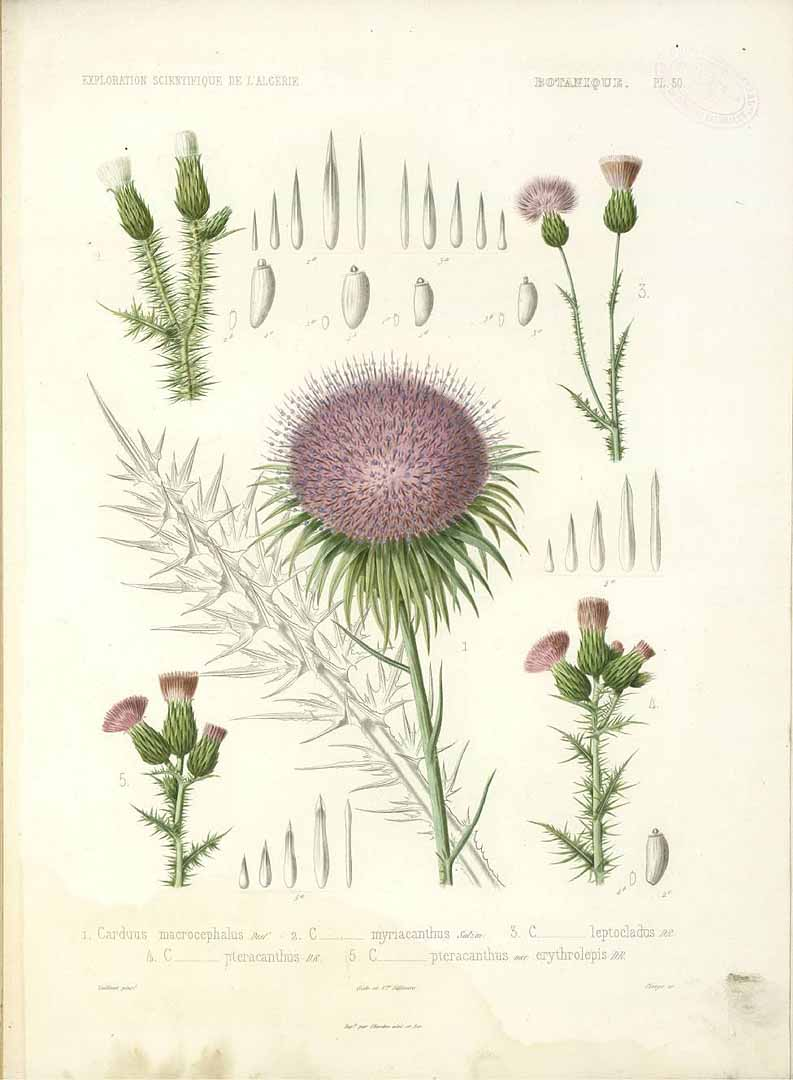
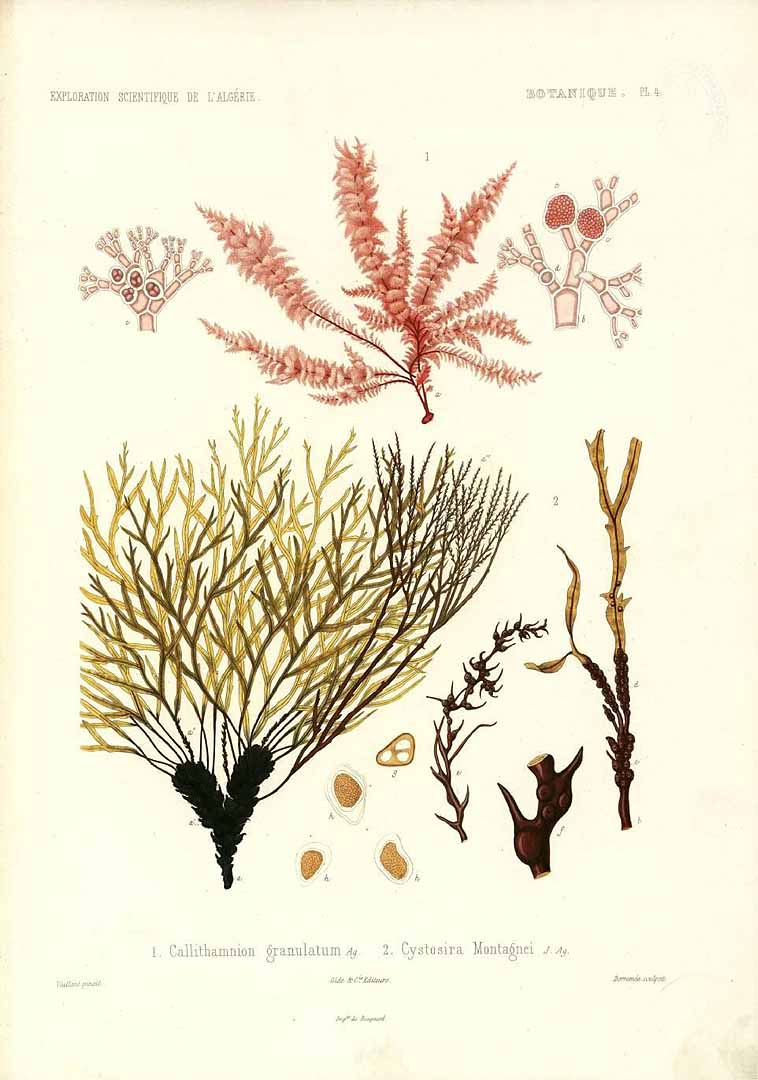
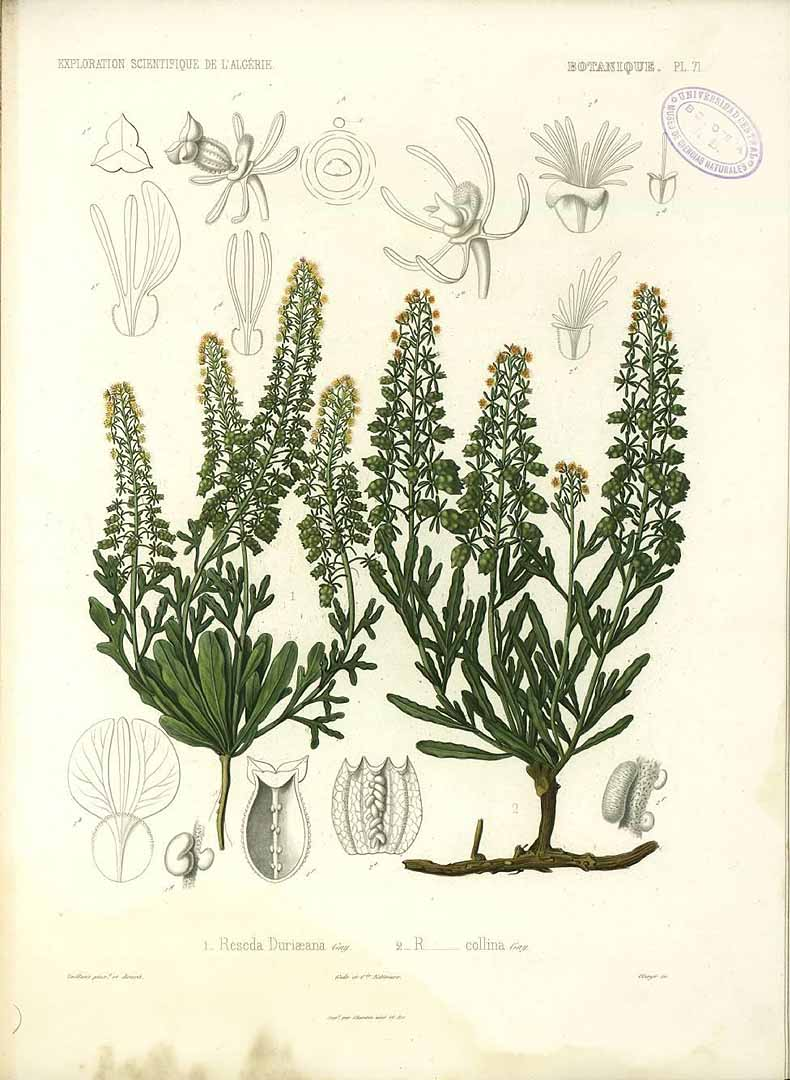
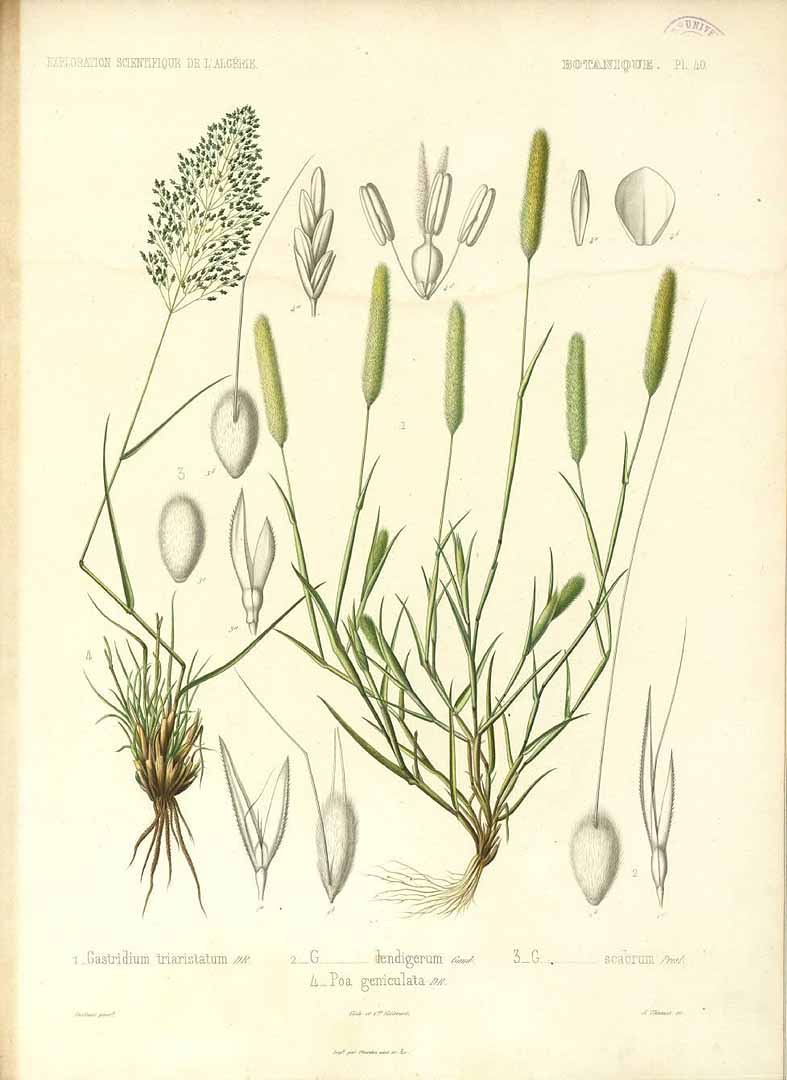
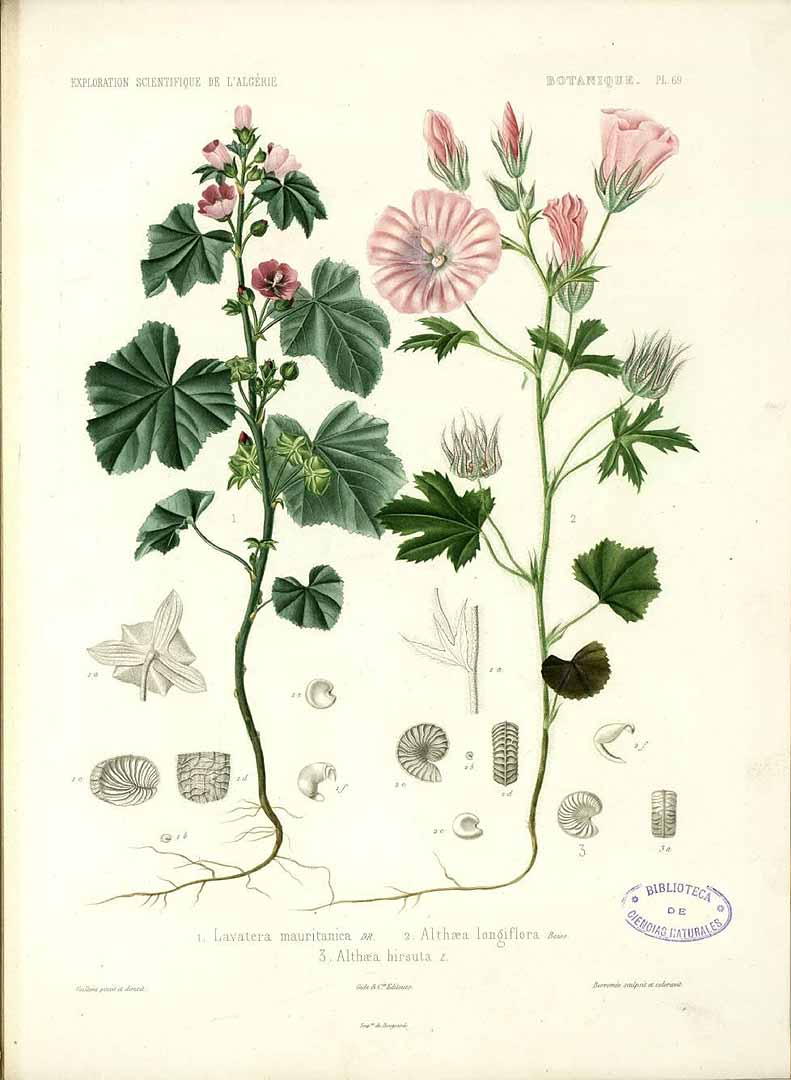
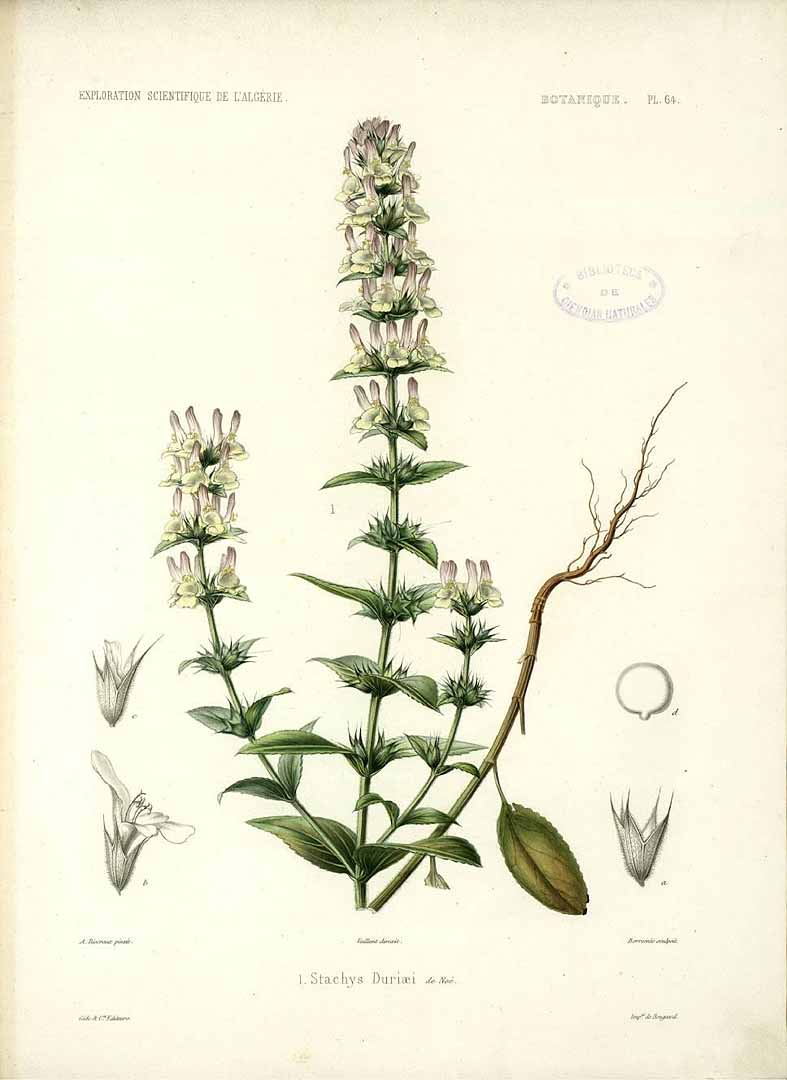
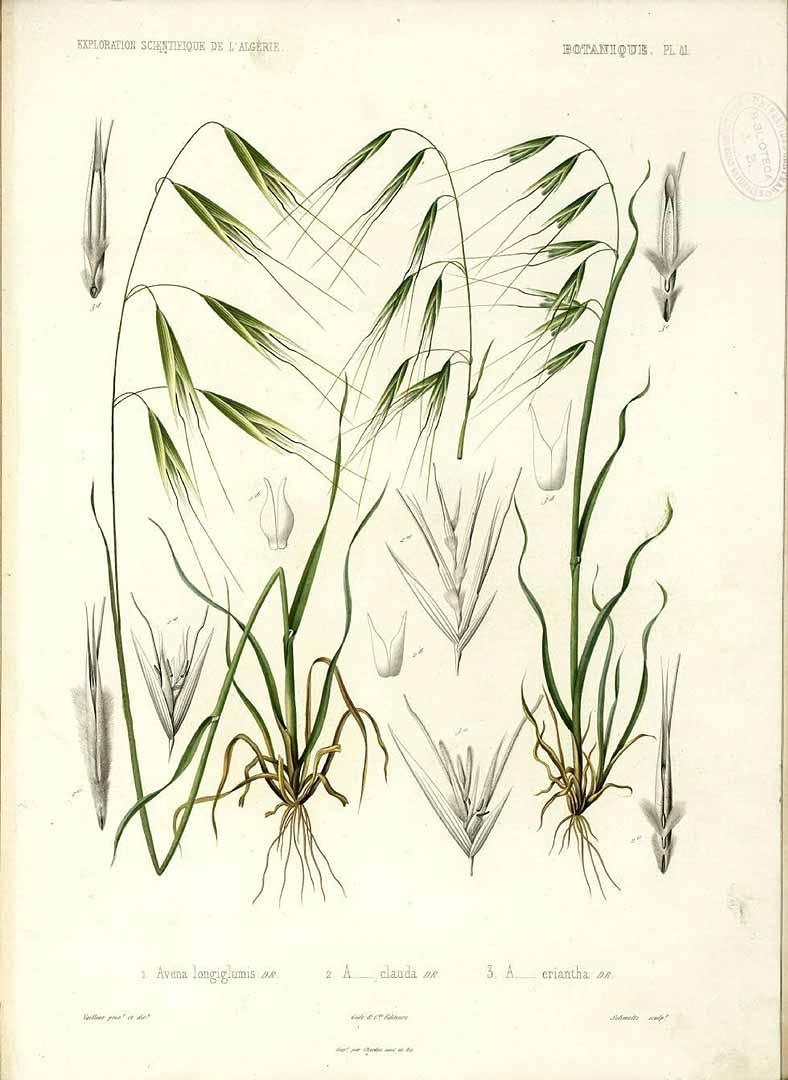
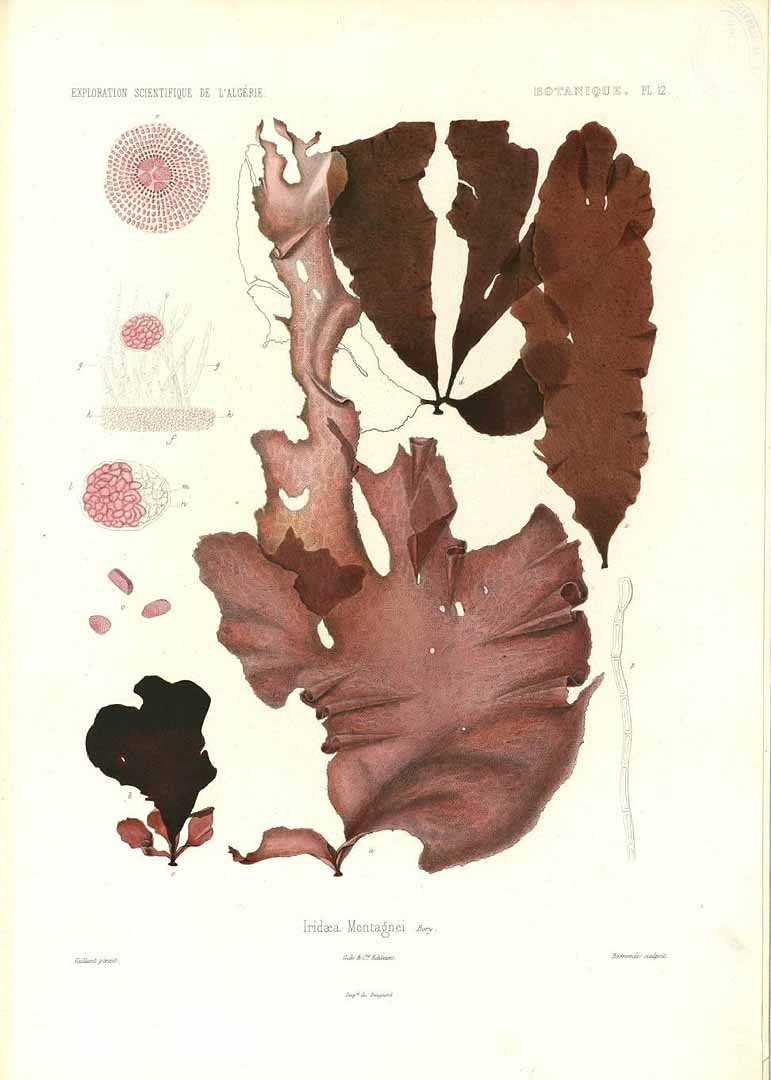
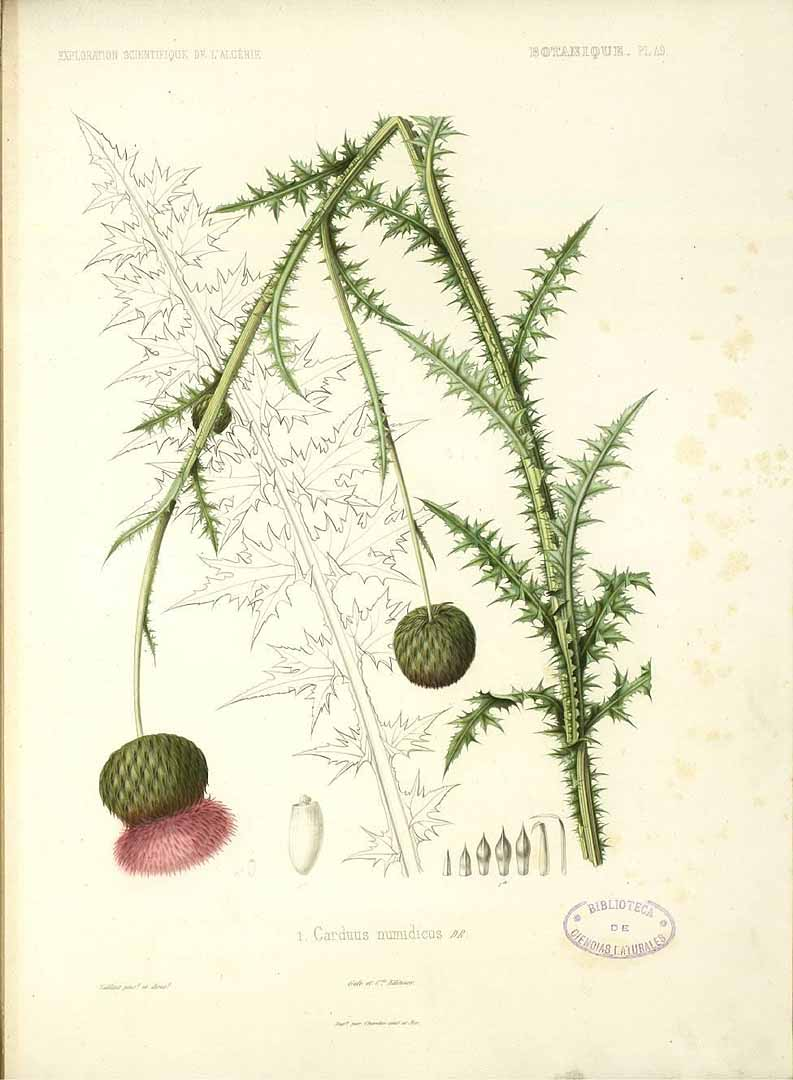
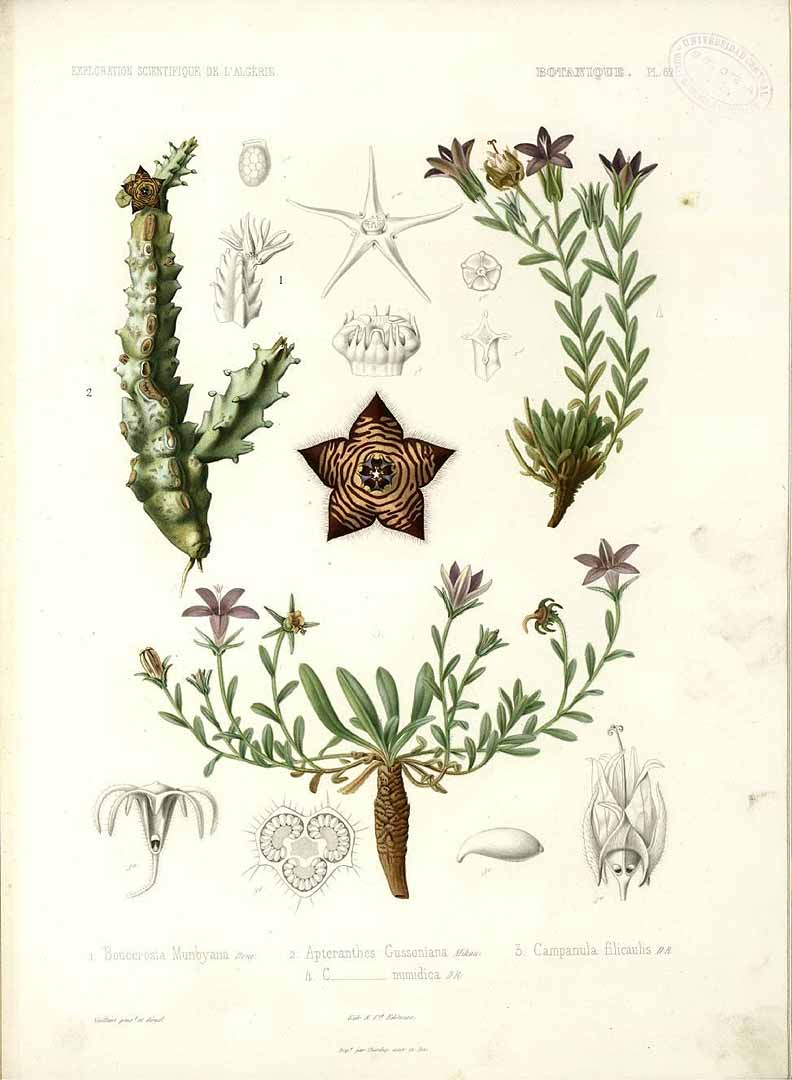
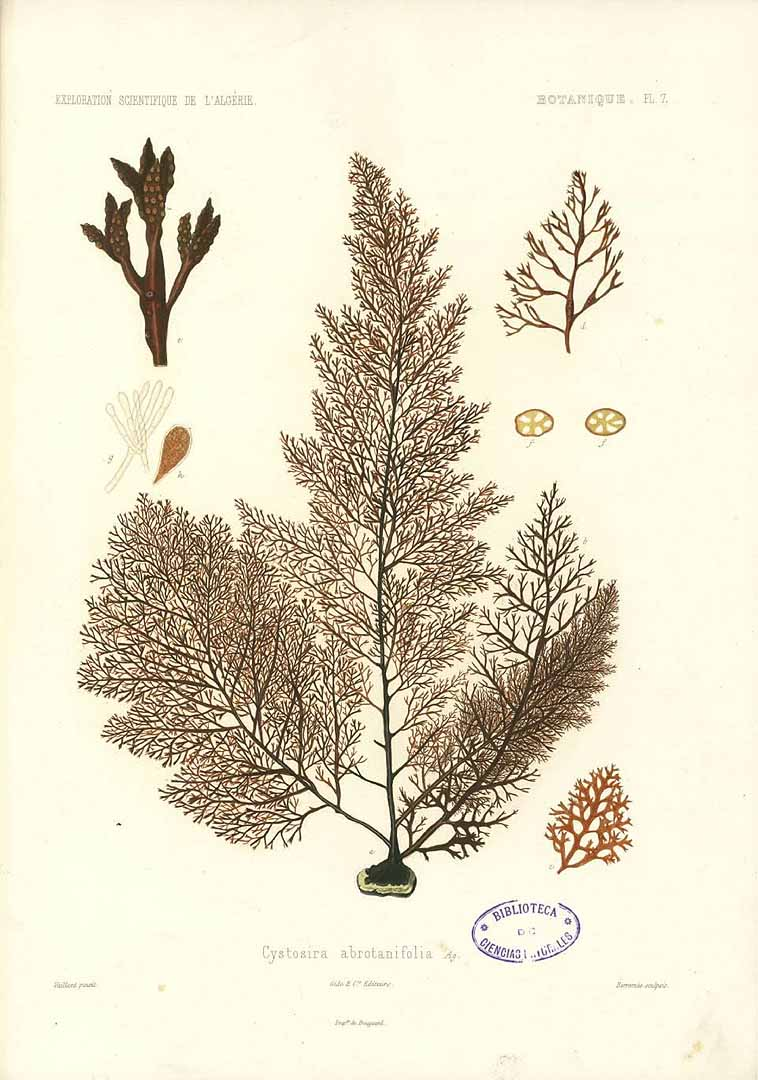
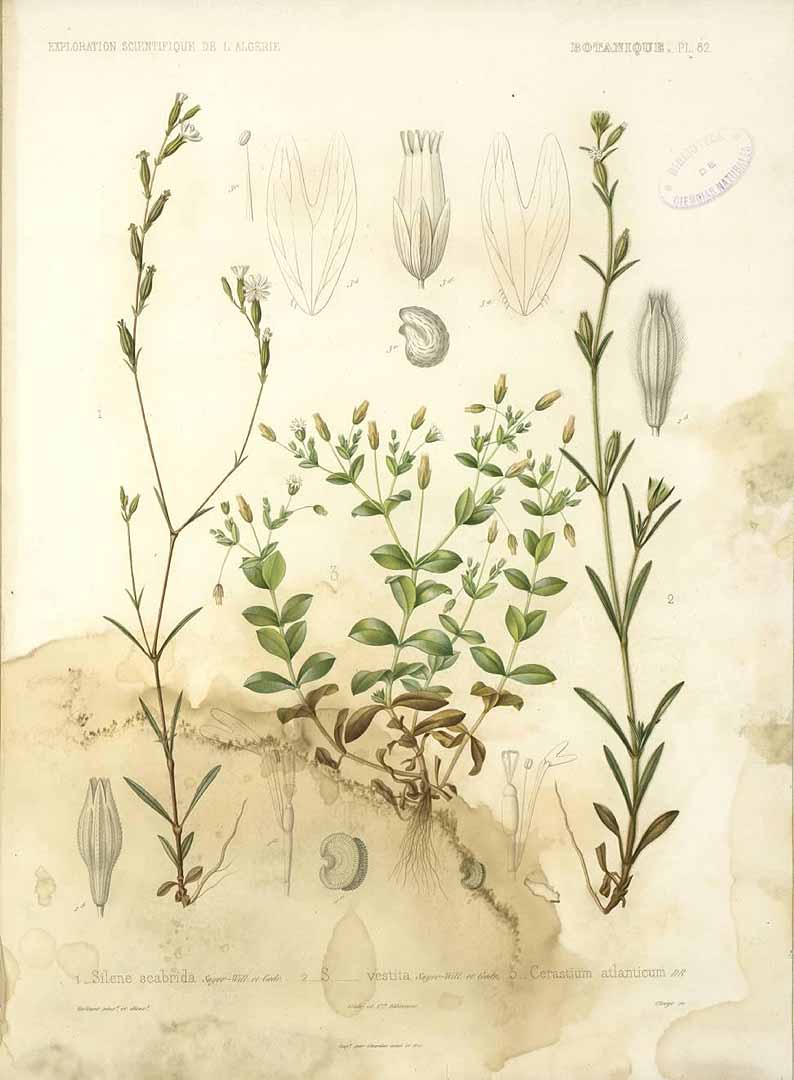
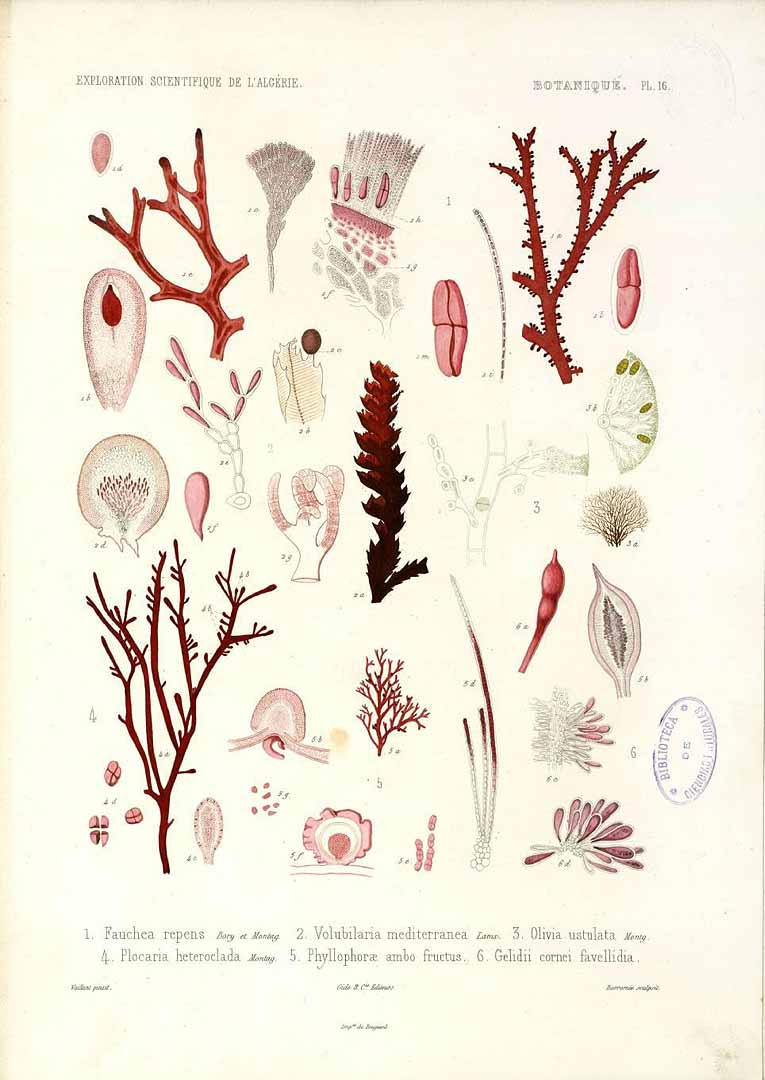
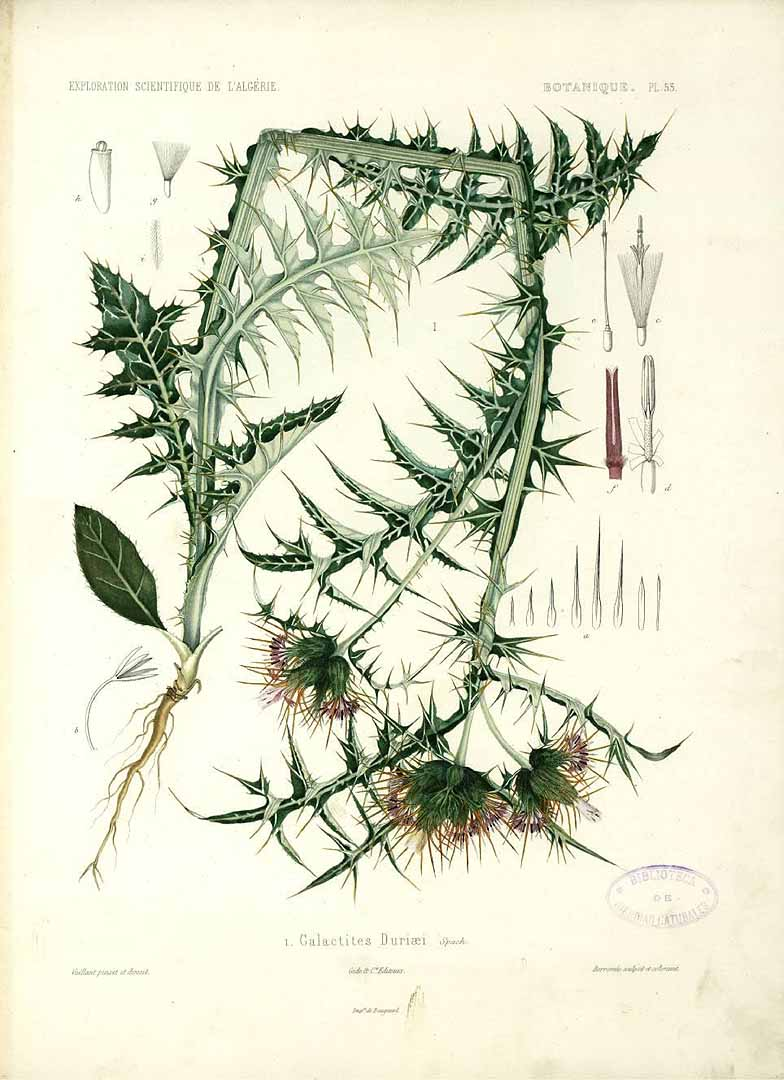
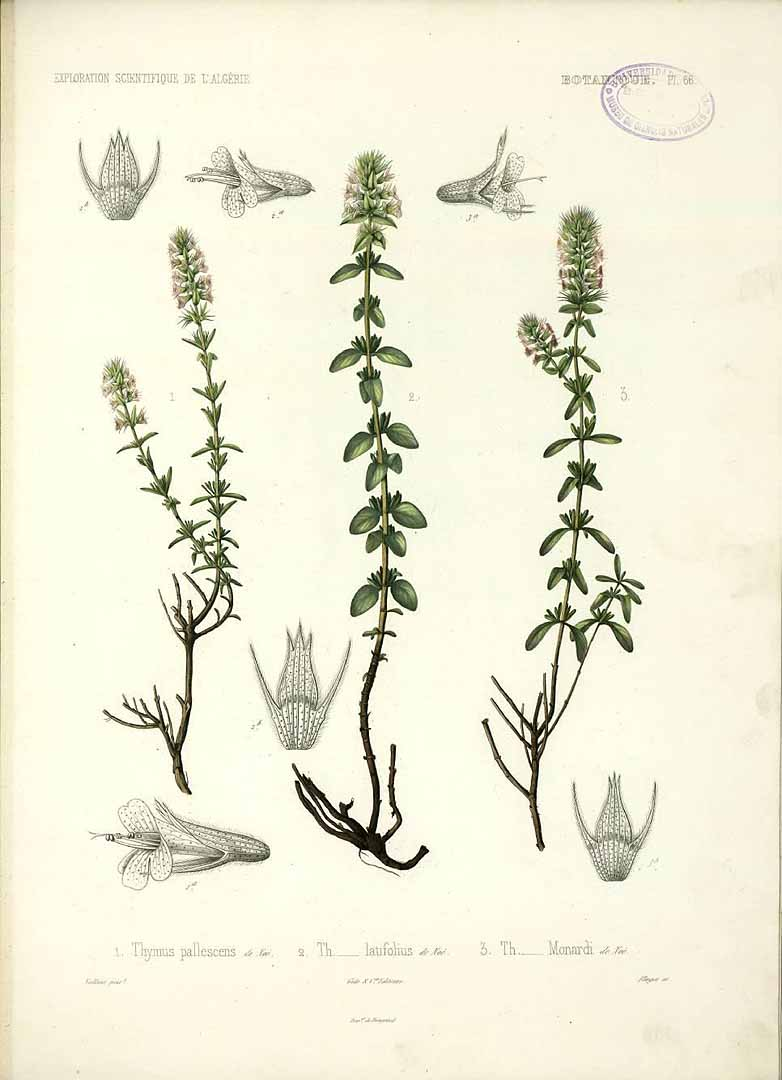
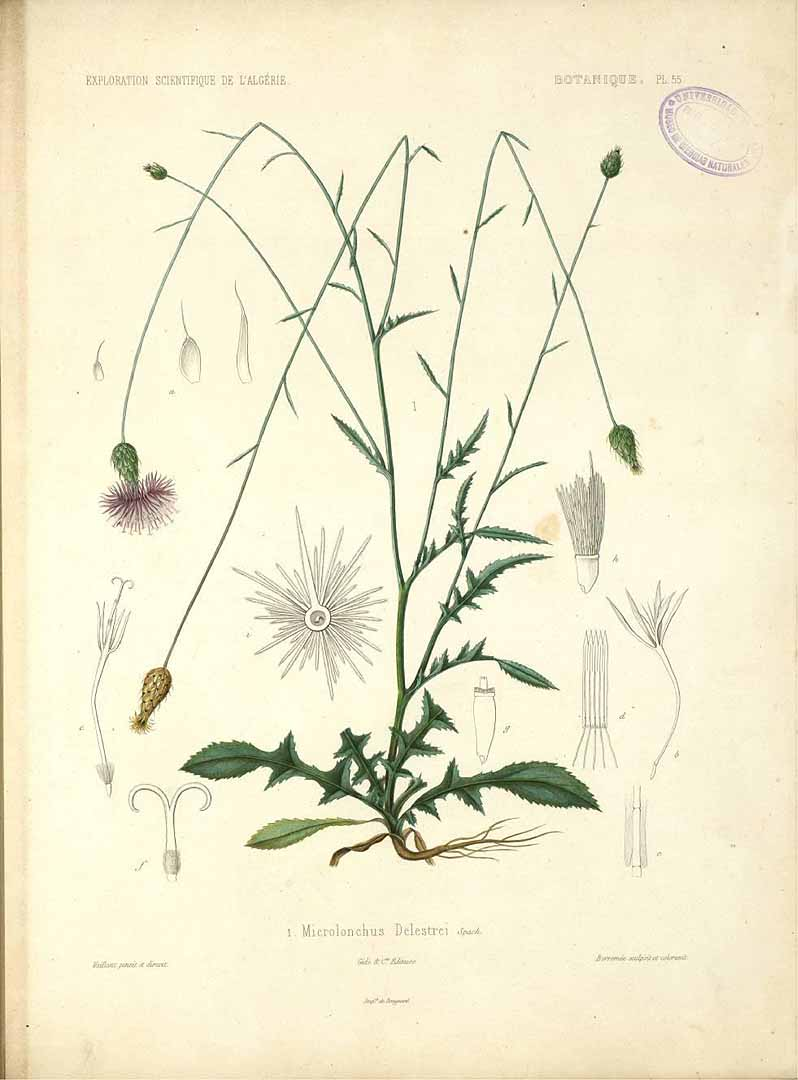
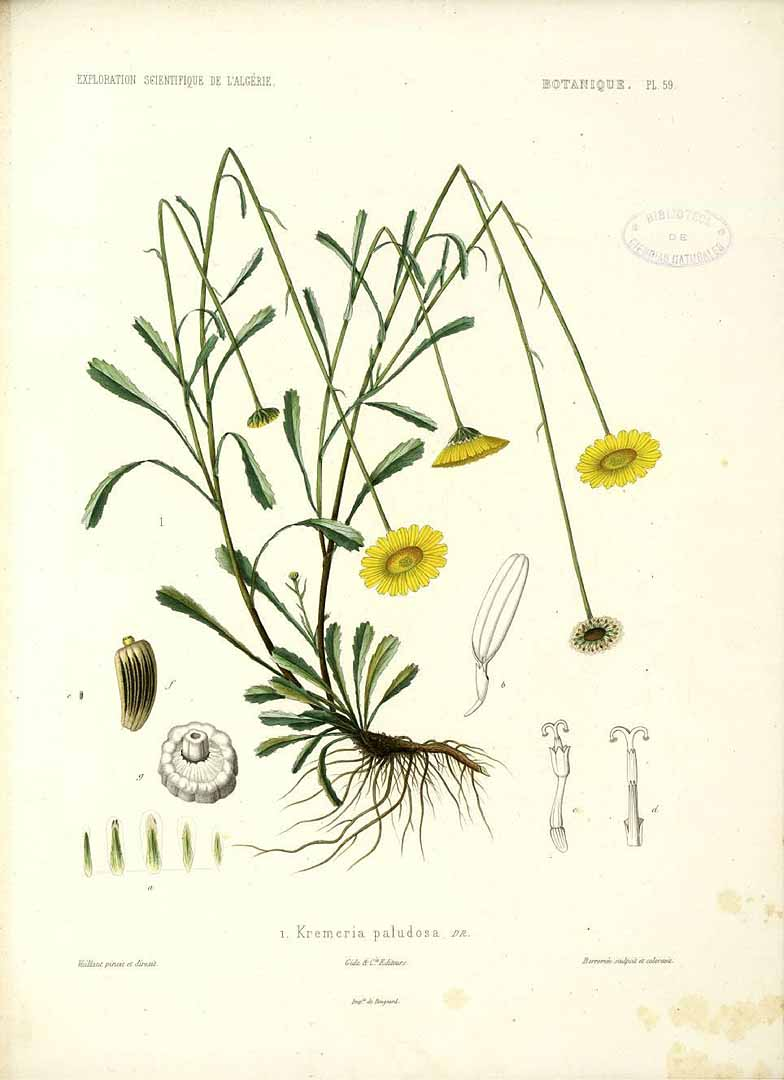
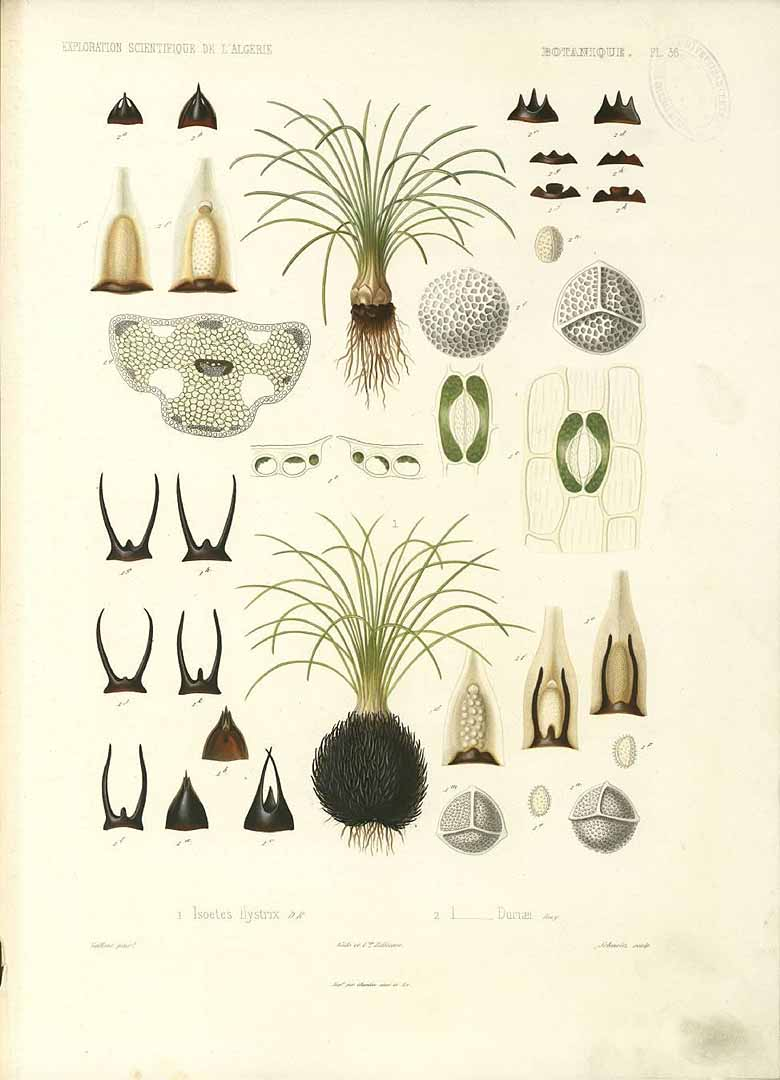
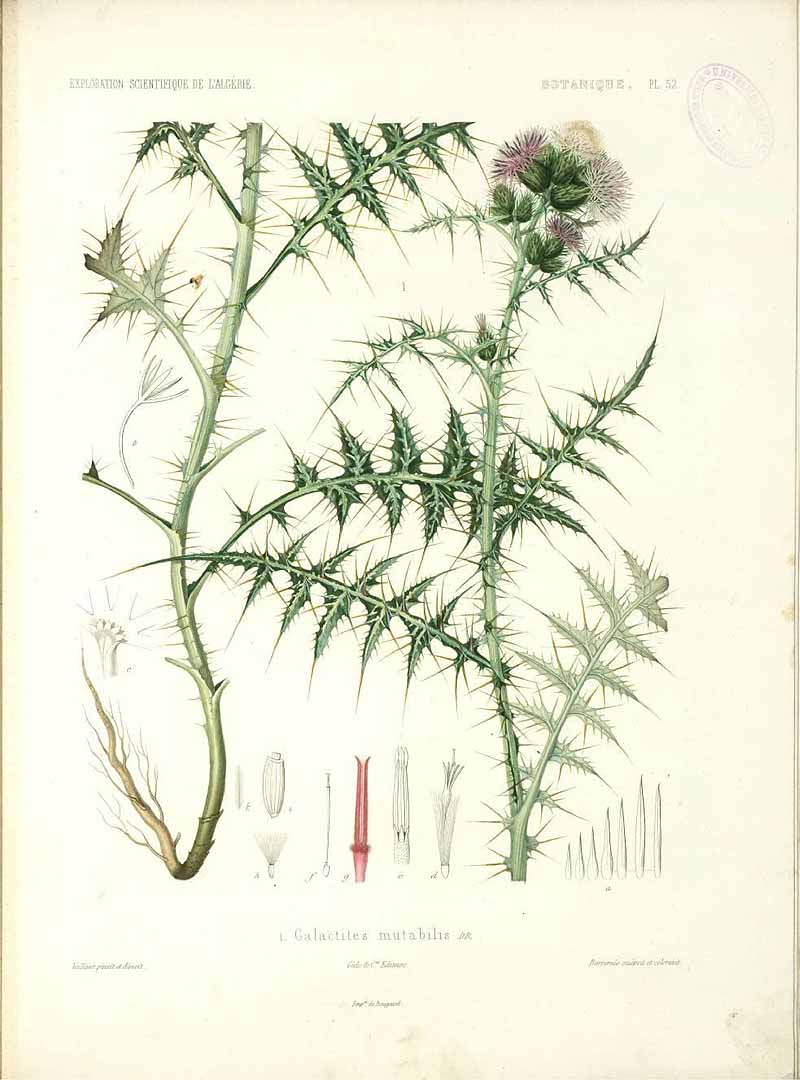
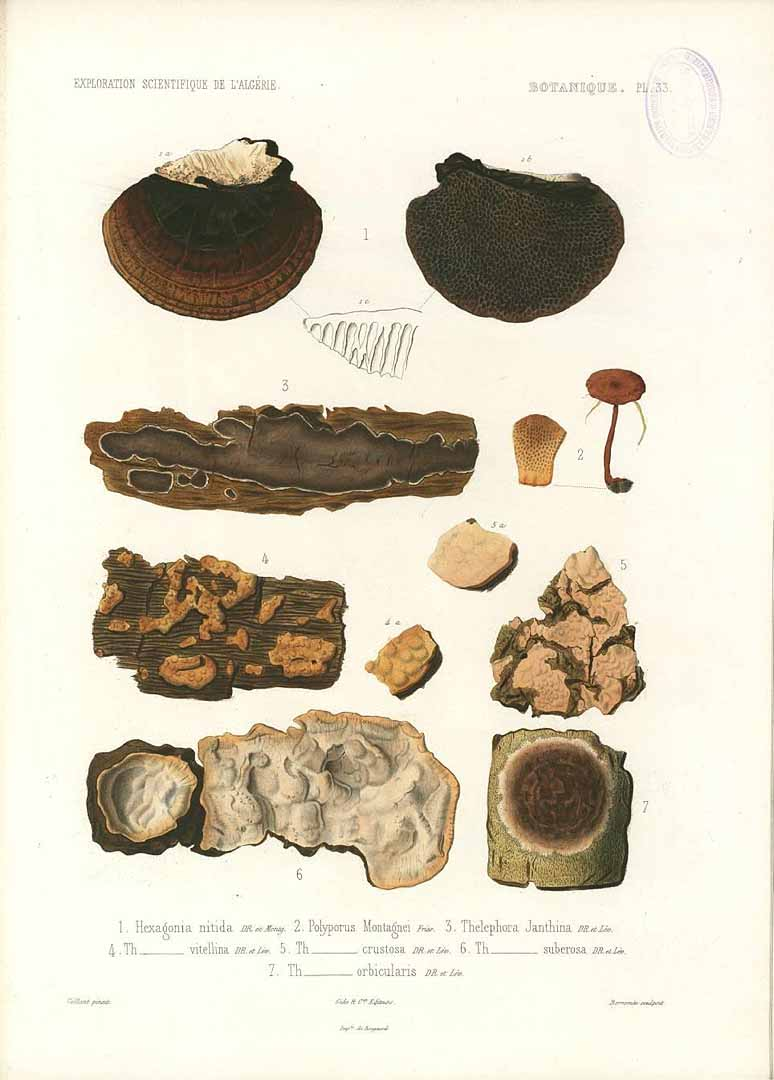
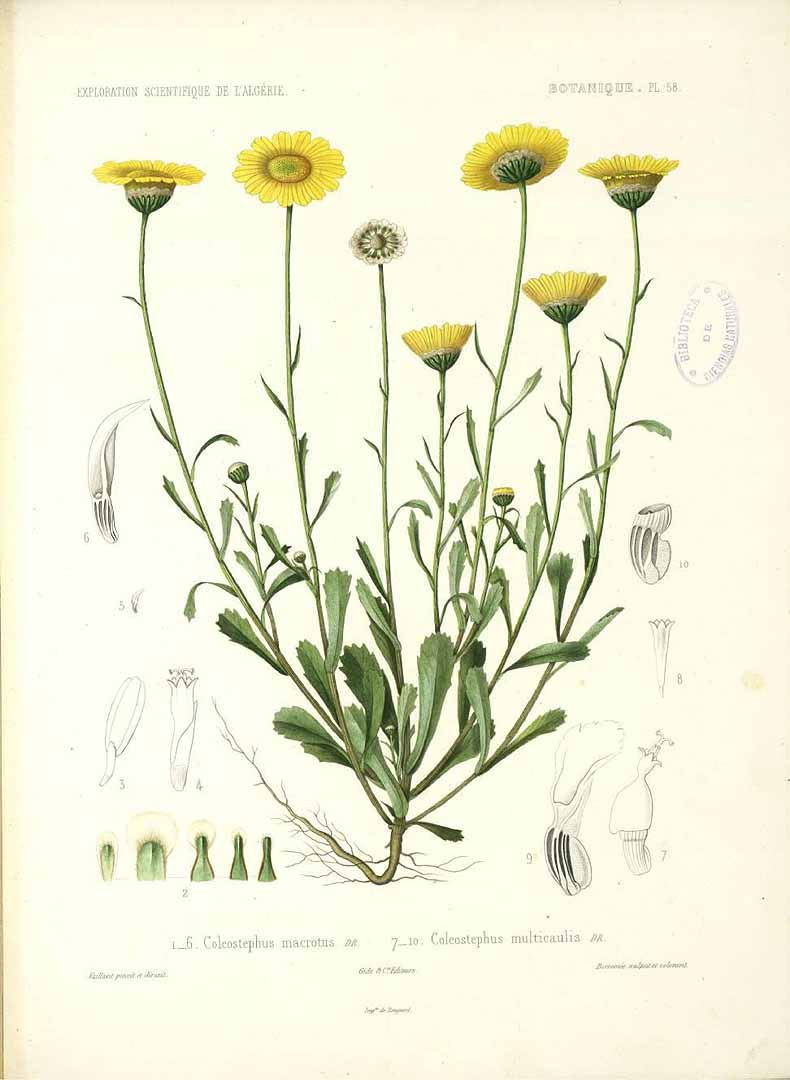
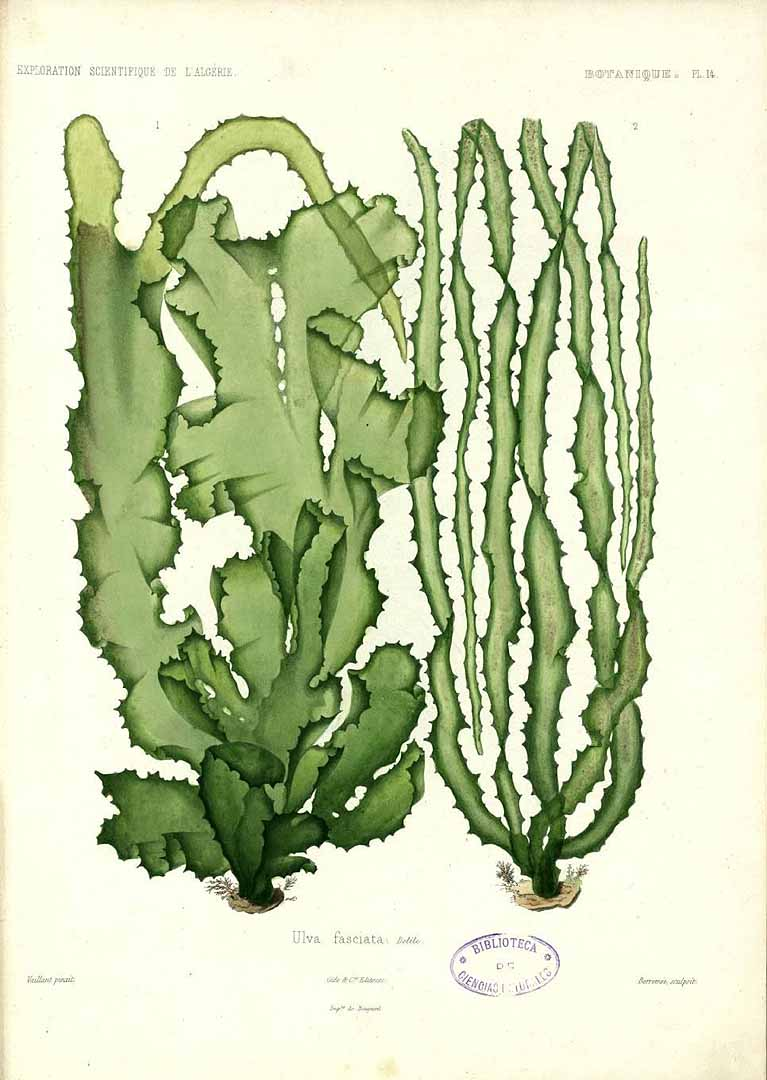
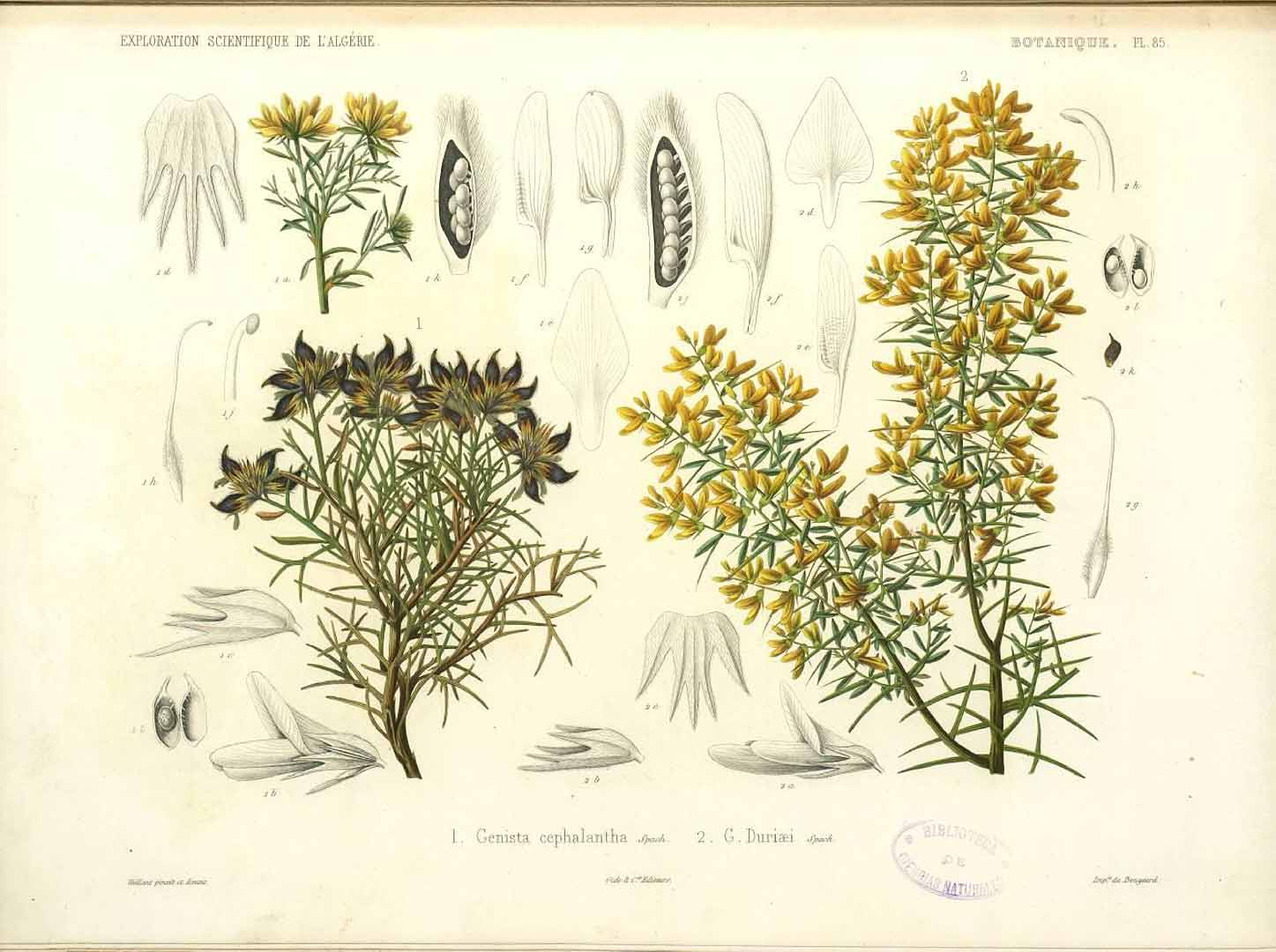